# Dekanat gąbiński
Dekanat gąbiński – dekanat diecezji płockiej z siedzibą w Gąbinie. 
Księża funkcyjni (stan na dzień 5 września 2024):
- ks. kan. dr Dariusz Piskorski, proboszcz parafii pw. św. Mikołaja w Gąbinie,
- ks. kan. dr Bogusław Kwiatkowski, proboszcz parafii pw. św. Walentego w Korzeniu
- ks. kan. Leszek Żuchowski, proboszcz parafii pw. św. Maksymiliana Kolbego w Płocku.

Lista parafii (stan na dzień 21 sierpnia 2018):
| Lp | Miejscowość / parafia                                   | Czas powstania | Proboszcz / administrator                          | Zdjęcie |
| -- | ------------------------------------------------------- | -------------- | -------------------------------------------------- | ------- |
| 1  | Czermno św. Wawrzyńca                                   | ok. 1450       | ks. Stanisław Pietkiewicz od 2022                  |         |
| 2  | Dobrzyków św. Stanisława Biskupa i Męczennika           | XIV/XV w.      | ks. mgr Jarosław Ferenc od 2016                    |         |
| 3  | Gąbin św. Mikołaja                                      | XII w.         | ks. kan. dr Dariusz Marek Piskorski od 4 maja 2020 |         |
| 4  | Korzeń Królewski św. Walentego                          | 1927           | ks. kan. dr Bogusław Kwiatkowski od 2011           |         |
| 5  | Płock-Ciechomice św. Maksymiliana Kolbego               | XIV w.         | ks. kan. Leszek Żuchowski od 2002                  |         |
| 6  | Troszyn Polski św. Leonarda                             | 1341           | ks. mgr Stanisław Pietkiewicz od 2016              |         |
| 7  | Szczawin Kościelny Nawiedzenia Najświętszej Maryi Panny | XIII wiek      | ks. mgr Roman Jankowski od 2024                    |         |